# Suối Ngô
Suối Ngô là một xã thuộc huyện Tân Châu, tỉnh Tây Ninh, Việt Nam.

## Địa lý
Xã Suối Ngô nằm phía bắc của huyện Tân Châu, có vị trí địa lý:
- Phía bắc giáp Campuchia
- Phía đông giáp xã Tân Hòa
- Phía nam giáp xã Tân Thành
- Phía tây giáp xã Suối Dây và xã Tân Đông.

Xã Suối Ngô có diện tích 156,64 km², dân số năm 2019 là 12.402 người, mật độ dân số đạt 79 người/km².

## Hành chính
Xã Suối Ngô được chia thành 7 ấp: 1, 2, 3, 4, 5, 6, Trảng Ba Chân.